# Giro d'Italia 1988
Il Giro d'Italia 1988, settantunesima edizione della "Corsa Rosa", si svolse in ventuno tappe dal 23 maggio al 12 giugno 1988, per un percorso totale di 3 577 km. Fu vinto dallo statunitense Andrew Hampsten, che concluse la gara in 97h18'56" precedendo l'olandese Erik Breukink e lo svizzero Urs Zimmermann.
Hampsten fu il primo ciclista non europeo ad aggiudicarsi la corsa. Per la terza volta nella storia del Giro, dopo le edizioni 1972 e 1987, il podio finale fu occupato da corridori stranieri.

## Tappe
| Tappa  | Data      | Percorso                                               | km    | Vincitore di tappa        | Leader cl. generale   |
| ------ | --------- | ------------------------------------------------------ | ----- | ------------------------- | --------------------- |
| 1ª     | 23 maggio | Urbino > Urbino (cron. individuale)                    | 9     | Jean-François Bernard     | Jean-François Bernard |
| 2ª     | 24 maggio | Urbino > Ascoli Piceno                                 | 230   | Guido Bontempi            | Jean-François Bernard |
| 3ª     | 25 maggio | Ascoli Piceno > Vasto                                  | 184   | Stephan Joho              | Jean-François Bernard |
| 4ª-1ª  | 26 maggio | Vasto > Rodi Garganico                                 | 123   | Massimo Podenzana         | Massimo Podenzana     |
| 4ª-2ª  | 26 maggio | Rodi Garganico > Vieste (cron. a squadre)              | 40    | Del Tongo-Colnago-Zanussi | Massimo Podenzana     |
| 5ª     | 27 maggio | Vieste > Santa Maria Capua Vetere                      | 260   | Guido Bontempi            | Massimo Podenzana     |
| 6ª     | 28 maggio | Santa Maria Capua Vetere > Campitello Matese           | 137   | Franco Chioccioli         | Massimo Podenzana     |
| 7ª     | 29 maggio | Campitello Matese > Avezzano                           | 178   | Andreas Kappes            | Massimo Podenzana     |
| 8ª     | 30 maggio | Avezzano > Chianciano Terme                            | 251   | Jean-François Bernard     | Massimo Podenzana     |
| 9ª     | 31 maggio | Pienza > Marina di Massa                               | 239   | Alessio Di Basco          | Massimo Podenzana     |
| 10ª    | 1º giugno | Carrara > Salsomaggiore Terme                          | 190   | Paolo Rosola              | Massimo Podenzana     |
| 11ª    | 2 giugno  | Parma > Colle Don Bosco                                | 229   | annullata                 | Massimo Podenzana     |
| 12ª    | 3 giugno  | Novara > Selvino                                       | 205   | Andrew Hampsten           | Franco Chioccioli     |
| 13ª    | 4 giugno  | Bergamo > Chiesa in Valmalenco                         | 129   | Tony Rominger             | Franco Chioccioli     |
| 14ª    | 5 giugno  | Chiesa in Valmalenco > Bormio                          | 120   | Erik Breukink             | Andrew Hampsten       |
| 15ª    | 6 giugno  | Spondigna > Merano 2000                                | 83    | Jean-François Bernard     | Andrew Hampsten       |
| 16ª    | 7 giugno  | Merano > Innsbruck (AUT)                               | 170   | Franco Vona               | Andrew Hampsten       |
| 17ª    | 8 giugno  | Innsbruck (AUT) > Borgo Valsugana                      | 221   | Patrizio Gambirasio       | Andrew Hampsten       |
| 18ª    | 9 giugno  | Levico Terme > Valico del Vetriolo (cron. individuale) | 18    | Andrew Hampsten           | Andrew Hampsten       |
| 19ª    | 10 giugno | Borgo Valsugana > Arta Terme                           | 233   | Stefano Giuliani          | Andrew Hampsten       |
| 20ª    | 11 giugno | Arta Terme > Lido di Jesolo                            | 212   | Paolo Rosola              | Andrew Hampsten       |
| 21ª-1ª | 12 giugno | Lido di Jesolo > Vittorio Veneto                       | 73    | Urs Freuler               | Andrew Hampsten       |
| 21ª-2ª | 12 giugno | Vittorio Veneto > Vittorio Veneto (cron. individuale)  | 43    | Lech Piasecki             | Andrew Hampsten       |
| Totale | Totale    | Totale                                                 | 3 577 |                           |                       |

## Squadre e corridori partecipanti
| N.    | Cod. | Squadra                   |
| ----- | ---- | ------------------------- |
| 1-9   | ALB  | Alba Cucine-Benotto       |
| 11-19 | ALF  | Alfa Lum-Legnano-Ecoflam  |
| 21-29 | ATA  | Atala-Ofmega              |
| 31-39 | CAR  | Carrera-Vagabond          |
| 41-49 | ARI  | Ceramiche Ariostea-Gres   |
| 51-59 | DEL  | Del Tongo-Colnago-Zanussi |
| 61-69 | FAN  | Fanini-Seven Up           |
| 71-79 | GEW  | Gewiss-Bianchi            |
| 81-89 | GIS  | Gis Gelati-Ecoflam        |
| 91-99 | CYN  | Magniflex-Cyndarella      |

| N.      | Cod. | Squadra                     |
| ------- | ---- | --------------------------- |
| 101-109 | MAL  | Malvor-Sidi                 |
| 111-119 | ISO  | Mosoca-Isoglass             |
| 121-129 | PAN  | Panasonic-Isostar           |
| 131-139 | PDM  | PDM-Ultima-Concorde         |
| 141-149 | REY  | Reynolds-Reynolon-Pinarello |
| 151-159 | CHA  | Salotti Chateau d'Ax        |
| 161-169 | SEL  | Selca-Ciclolinea-Conti      |
| 171-179 | 7EL  | 7-Eleven-Hoonved            |
| 181-189 | TOS  | Toshiba                     |
| 191-199 | ZAH  | Zahor Chocolates-Pralin     |

## Resoconto degli eventi
Al Giro d'Italia 1988 presero parte 180 corridori in rappresentanza di venti squadre. Data l'assenza al via del vincitore dell'edizione 1987 Stephen Roche e del vincitore della Vuelta a España 1988 Sean Kelly, rispettivamente per problemi al ginocchio e per scelta tecnica, tra i favoriti per la vittoria finale venivano indicati Pedro Delgado, Jean-François Bernard, Urs Zimmermann, Erik Breukink e Roberto Visentini. Erano assenti per problemi fisici anche Moreno Argentin e Maurizio Fondriest.
L'undicesima tappa, da Parma a Colle Don Bosco, venne interrotta a un chilometro dall'arrivo a causa di una manifestazione ambientalista che aveva occupato il traguardo per chiedere la chiusura immediata dell'ACNA di Cengio. Nonostante i circa duemila manifestanti si fossero rialzati prima dell'arrivo della corsa, il patron Torriani, d'accordo con la giuria, decise di neutralizzare la tappa e classificare tutti i ciclisti ex aequo con il tempo acquisito all'ultimo chilometro di gara (6h10'57").
Memorabile per le condizioni meteorologiche estreme fu la quattordicesima tappa, svoltasi il 5 giugno, con la scalata del passo di Gavia. Durante la notte la neve aveva imbiancato il passo, ma gli sforzi degli organizzatori riuscirono a mantenere sgombra la strada pertanto il patron Torriani, nonostante il freddo e le previsioni meteo avverse, decise di far partire regolarmente la corsa. Lungo l'ascesa calò la nebbia e riprese a nevicare, col tutto che si trasformò ben presto in una bufera. L'olandese Johan van der Velde, in lizza per la maglia ciclamino della Classifica a punti, partì all'attacco raggiungendo per primo il passo, tallonato da Breukink e Hampsten; poco dopo fu però costretto a fermarsi a causa di un principio di congelamento, trovando rifugio in un camper: arriverà al traguardo ampiamente staccato di 46'49". I veri problemi i corridori li ebbero durante la lunga discesa: sul traguardo di Bormio furono molti quelli che dovettero ricorrere a coperte calde per riprendersi dal gelo, mentre alcuni andarono incontro a principi di assideramento. La tappa fu vinta da Breukink mentre la maglia rosa passò a Hampsten, quel giorno secondo sul traguardo con un ritardo di 7". Tra gli altri pretendenti alla vittoria finale, Jean-François Bernard arrivò a 9'21" dal vincitore, Giuseppe Saronni e Roberto Visentini dopo mezz'ora, Tony Rominger a 35 minuti, mentre il leader della classifica generale Franco Chioccioli perse solo 5'04".
La partenza della quindicesima tappa fu spostata da Bormio a Spondigna, in Val Venosta, poiché per la neve fu impossibile superare il Passo dello Stelvio, Cima Coppi del Giro. La lunghezza della tappa passò da 132 km a soli 83 km.

## Evoluzione delle classifiche
| Tappa              | Vincitore             | Classifica generale Maglia rosa | Classifica a punti Maglia ciclamino | Classifica scalatori Maglia verde | Classifica miglior giovane Maglia bianca | Classifica Gran Combinata Maglia azzurra |
| ------------------ | --------------------- | ------------------------------- | ----------------------------------- | --------------------------------- | ---------------------------------------- | ---------------------------------------- |
| 1ª                 | Jean-François Bernard | Jean-François Bernard           | Jean-François Bernard               | non assegnata                     | Bruno Hürlimann                          | non assegnata                            |
| 2ª                 | Guido Bontempi        | Jean-François Bernard           | Guido Bontempi                      | Stefano Giuliani                  | Bruno Hürlimann                          | non assegnata                            |
| 3ª                 | Stephan Joho          | Jean-François Bernard           | Guido Bontempi                      | Renato Piccolo                    | Bruno Hürlimann                          | Stephan Joho                             |
| 4ª-1ª              | Massimo Podenzana     | Massimo Podenzana               | Rolf Sørensen                       | Renato Piccolo                    | Massimo Podenzana                        | Stephan Joho                             |
| 4ª-2ª              | Del Tongo             | Massimo Podenzana               | Rolf Sørensen                       | Renato Piccolo                    | Massimo Podenzana                        | Stephan Joho                             |
| 5ª                 | Guido Bontempi        | Massimo Podenzana               | Guido Bontempi                      | Renato Piccolo                    | Massimo Podenzana                        | Stephan Joho                             |
| 6ª                 | Franco Chioccioli     | Massimo Podenzana               | Guido Bontempi                      | Renato Piccolo                    | Massimo Podenzana                        | Franco Chioccioli                        |
| 7ª                 | Andreas Kappes        | Massimo Podenzana               | Johan van der Velde                 | Renato Piccolo                    | Massimo Podenzana                        | Franco Chioccioli                        |
| 8ª                 | Jean-François Bernard | Massimo Podenzana               | Johan van der Velde                 | Renato Piccolo                    | Massimo Podenzana                        | Franco Chioccioli                        |
| 9ª                 | Alessio Di Basco      | Massimo Podenzana               | Johan van der Velde                 | Renato Piccolo                    | Massimo Podenzana                        | Franco Chioccioli                        |
| 10ª                | Paolo Rosola          | Massimo Podenzana               | Johan van der Velde                 | Renato Piccolo                    | Massimo Podenzana                        | Franco Chioccioli                        |
| 11ª                | annullata             | Massimo Podenzana               | Johan van der Velde                 | Renato Piccolo                    | Massimo Podenzana                        | Franco Chioccioli                        |
| 12ª                | Andrew Hampsten       | Franco Chioccioli               | Johan van der Velde                 | Renato Piccolo                    | Franco Vona                              | Andrew Hampsten                          |
| 13ª                | Tony Rominger         | Franco Chioccioli               | Johan van der Velde                 | Renato Piccolo                    | Franco Vona                              | Andrew Hampsten                          |
| 14ª                | Erik Breukink         | Andrew Hampsten                 | Johan van der Velde                 | Renato Piccolo                    | Stefano Tomasini                         | Andrew Hampsten                          |
| 15ª                | Jean-François Bernard | Andrew Hampsten                 | Johan van der Velde                 | Renato Piccolo                    | Stefano Tomasini                         | Andrew Hampsten                          |
| 16ª                | Franco Vona           | Andrew Hampsten                 | Johan van der Velde                 | Renato Piccolo                    | Stefano Tomasini                         | Andrew Hampsten                          |
| 17ª                | Patrizio Gambirasio   | Andrew Hampsten                 | Johan van der Velde                 | Renato Piccolo                    | Stefano Tomasini                         | Andrew Hampsten                          |
| 18ª                | Andrew Hampsten       | Andrew Hampsten                 | Johan van der Velde                 | Andrew Hampsten                   | Stefano Tomasini                         | Andrew Hampsten                          |
| 19ª                | Stefano Giuliani      | Andrew Hampsten                 | Johan van der Velde                 | Andrew Hampsten                   | Stefano Tomasini                         | Andrew Hampsten                          |
| 20ª                | Alessio Di Basco      | Andrew Hampsten                 | Johan van der Velde                 | Andrew Hampsten                   | Stefano Tomasini                         | Andrew Hampsten                          |
| 21ª-1ª             | Urs Freuler           | Andrew Hampsten                 | Johan van der Velde                 | Andrew Hampsten                   | Stefano Tomasini                         | Andrew Hampsten                          |
| 21ª-2ª             | Lech Piasecki         | Andrew Hampsten                 | Johan van der Velde                 | Andrew Hampsten                   | Stefano Tomasini                         | Andrew Hampsten                          |
| Classifiche finali | Classifiche finali    | Andrew Hampsten                 | Johan van der Velde                 | Andrew Hampsten                   | Stefano Tomasini                         | Andrew Hampsten                          |

## Classifiche finali

### Classifica generale - Maglia rosa
| Pos. | Corridore         | Squadra    | Tempo     |
| ---- | ----------------- | ---------- | --------- |
| 1    | Andrew Hampsten   | 7 Eleven   | 97h18'56" |
| 2    | Erik Breukink     | Panasonic  | a 1'43"   |
| 3    | Urs Zimmermann    | Carrera    | a 2'45"   |
| 4    | Flavio Giupponi   | Del Tongo  | a 6'56"   |
| 5    | Franco Chioccioli | Del Tongo  | a 13'20"  |
| 6    | Marco Giovannetti | Gis Gelati | a 15'20"  |
| 7    | Pedro Delgado     | Reynolds   | a 17'02"  |
| 8    | Peter Winnen      | Panasonic  | a 18'14"  |
| 9    | Stefano Tomasini  | Fanini     | a 27'01"  |
| 10   | Maurizio Vandelli | Atala      | a 27'02"  |

### Classifica a punti - Maglia ciclamino
| Pos. | Corridore           | Squadra    | Punti |
| ---- | ------------------- | ---------- | ----- |
| 1    | Johan van der Velde | Gis Gelati | 154   |
| 2    | Rolf Sørensen       | Ariostea   | 131   |
| 3    | Andrew Hampsten     | 7 Eleven   | 128   |
| 4    | Alessio Di Basco    | Fanini     | 117   |
| 5    | Erik Breukink       | Panasonic  | 115   |

### Classifica scalatori - Maglia verde
| Pos. | Corridore        | Squadra      | Punti |
| ---- | ---------------- | ------------ | ----- |
| 1    | Andrew Hampsten  | 7 Eleven     | 59    |
| 2    | Stefano Giuliani | Chateau d'Ax | 55    |
| 3    | Renato Piccolo   | Gewiss       | 49    |
| 4    | Urs Zimmermann   | Carrera      | 40    |
| 5    | Tony Rominger    | Chateau d'Ax | 23    |

### Classifica giovani - Maglia bianca
| Pos. | Corridore            | Squadra      | Tempo     |
| ---- | -------------------- | ------------ | --------- |
| 1    | Stefano Tomasini     | Fanini       | 97h45'57" |
| 2    | Franco Vona          | Chateau d'Ax | a 15'30"  |
| 3    | Helmut Wechselberger | Malvor-Sidi  | a 32'16"  |
| 4    | Angelo Lecchi        | Del Tongo    | a 37'37"  |
| 5    | Luis Javier Lukin    | Reynolds     | a 43'20"  |

### Classifica Gran Combinata - Maglia azzurra
| Pos. | Corridore         | Squadra   | Tempo |
| ---- | ----------------- | --------- | ----- |
| 1    | Andrew Hampsten   | 7 Eleven  | 5     |
| 2    | Erik Breukink     | Panasonic | 13    |
| 3    | Urs Zimmermann    | Carrera   | 14    |
| 4    | Flavio Giupponi   | Del Tongo | 28    |
| 5    | Franco Chioccioli | Del Tongo | 30    |

### Classifica a squadre
| Pos. | Squadra   | Punti      |
| ---- | --------- | ---------- |
| 1    | Carrera   | 291h10'15" |
| 2    | Panasonic | a 4'34"    |
| 3    | Del Tongo | a 19'55"   |
| 4    | 7 Eleven  | a 34'44"   |
| 5    | Reynolds  | a 35'05"   |